# René Descartes

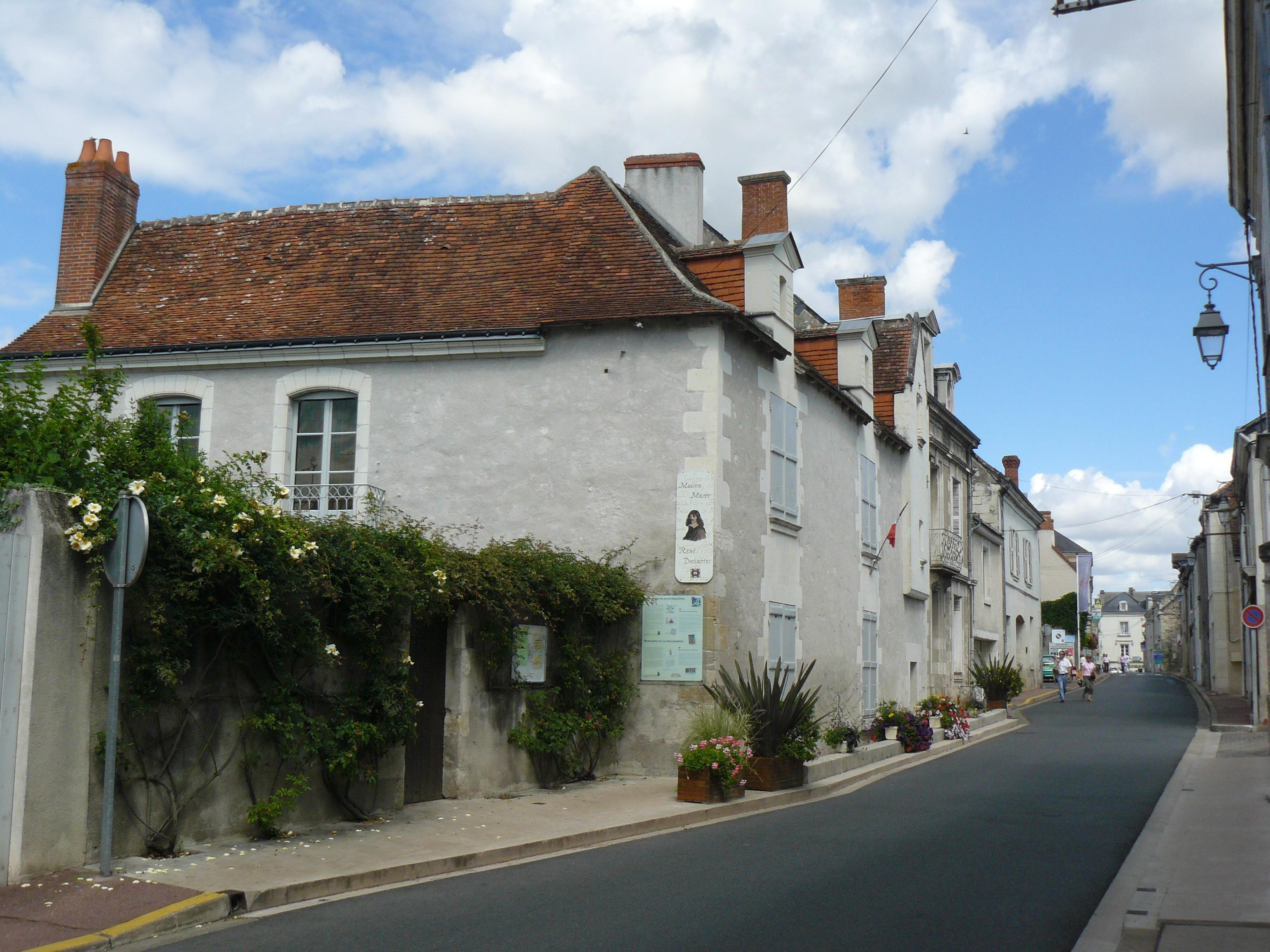
Geboortehuis van Descartes in La Haye en Touraine

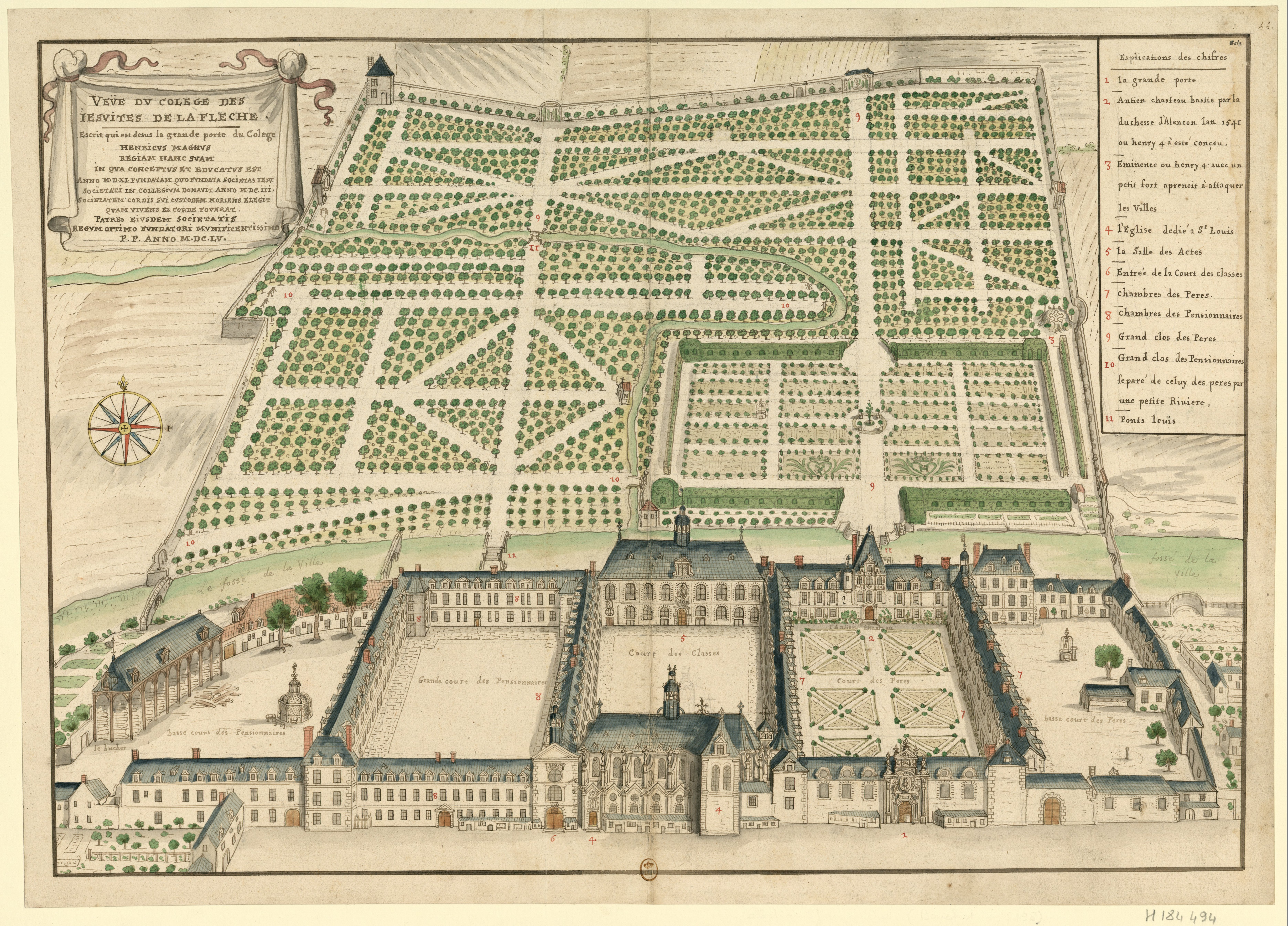
Collège La Flèche (1695)

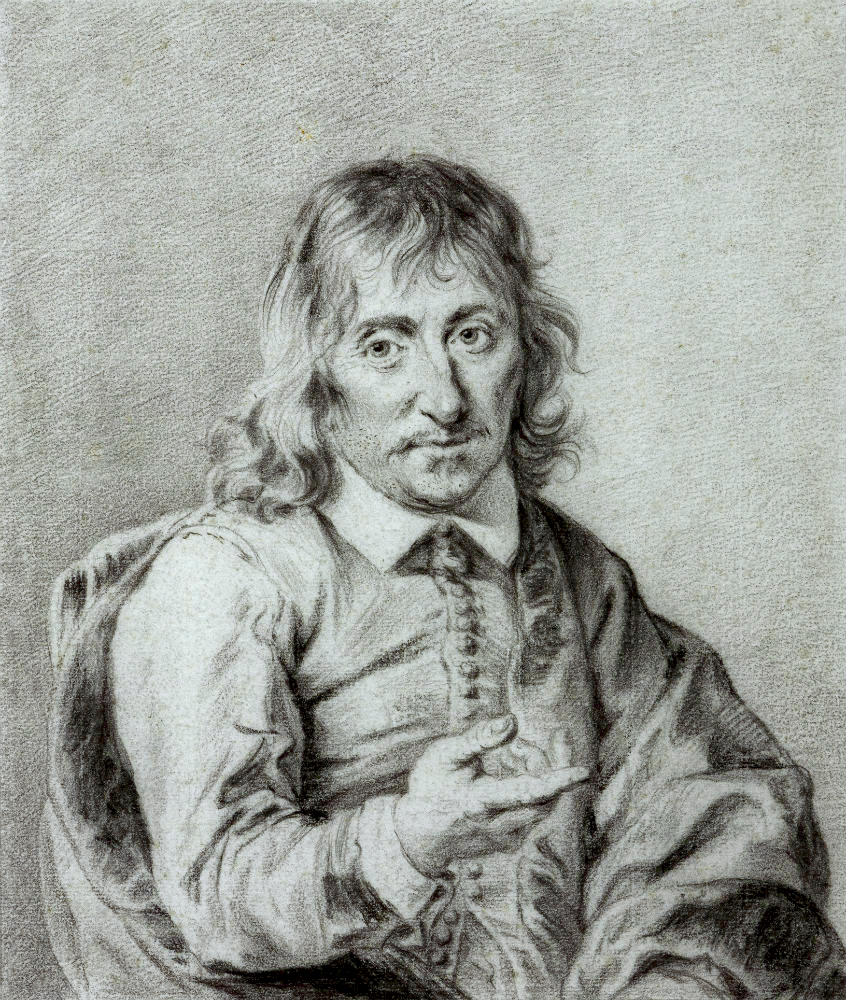
Descartes getekend door Jan Lievens rond 1647

René Descartes (uitspraakⓘ) of gelatiniseerd Renatus Cartesius (La Haye en Touraine, 31 maart 1596 – Stockholm, 11 februari 1650) was een uit Frankrijk afkomstige filosoof en wiskundige, die een groot deel van zijn leven in de Republiek der Zeven Verenigde Nederlanden woonde. Zijn benadering van het probleem van de kennis en de aard van de menselijke geest speelde een belangrijke rol in de ontwikkeling van de filosofie. Hij is bekend om zijn uitspraak "Cogito, ergo sum" en wordt algemeen beschouwd als de vader van de moderne filosofie. Hij was een van de eersten die de filosofie van Aristoteles niet alleen verwierp, maar ook verving door een eigen filosofisch systeem. Daarmee legde hij de basis voor de 17e-eeuwse stroming van het rationalisme. Descartes was sterk beïnvloed door de vooruitgang in de natuur- en sterrenkunde en een van de centrale figuren van de wetenschappelijke revolutie. Hij gaf voor het eerst een idee van wat de natuurwetenschap in de toekomst zou bieden.
Descartes woonde en werkte twintig jaar in de Republiek der Zeven Verenigde Nederlanden, waar hij zijn belangrijkste publicaties schreef. In de wiskunde legde hij de basis voor de analytische meetkunde en leverde bijdragen aan de natuurkunde en fysiologie, maar zijn Verhandeling over de methode (1637) behoort tot zijn invloedrijkste werk.
Descartes' methode van en visie op onderzoek kreeg navolging in heel Europa. Zijn werk werd gepropageerd door Spinoza, Nicolas Malebranche, Leibniz en door de wiskundige Frans van Schooten, die een boek over het (wiskundige) werk van Descartes schreef.
Er vonden hevige discussies plaats tussen voor- en tegenstanders en in veel gevallen werd het refereren aan het werk van Descartes verboden. Volgens de tegenstanders zou het toepassen van het dualisme van Descartes leiden tot atheïsme. Benoemingen aan de universiteiten waren afhankelijk van het al of niet cartesiaan zijn. Rond 1700 was de aandacht voor de cartesiaanse filosofie voorbij en verschoven naar de dan modernere filosofische systemen van Spinoza, Locke en Leibniz.

## Biografie

### Jeugd
Descartes werd geboren op 31 maart 1596 in La Haye en Touraine (nu Descartes) in Indre-et-Loire. Hij was het derde kind van Joachim Descartes (1563 – 1640) en Jeanne Brochard (c. 1566 – 1597). Zijn moeder, de dochter van een burgemeester van Nantes, stierf op 13 mei 1597 in het kraambed, dertien maanden na Descartes' geboorte. Descartes leefde vervolgens bij zijn grootmoeder, Jeanne Sain Brochard (? - 1610), aangezien zijn vader minimaal drie tot zes maanden per jaar in Rennes moest verblijven vanwege zijn positie als raadsheer in het Parlement van Bretagne. In 1606 of 1607 werd Descartes naar het Jezuïetencollege van La Flèche gezonden, in navolging van zijn broer Pierre. Hij verbleef daar tot 1614 en kreeg les in klassieke talen, wiskunde en Aristoteliaanse filosofie, maar was ontevreden over het leerplan. Descartes was een knappe leerling en overtuigde zijn leraren ervan het best te kunnen leren wanneer hij in bed lag. Dit tot de middag in bed liggen heeft hij zijn verdere leven volgehouden. In december 1614 studeerde hij af aan La Flèche. Daarna begon hij een studie rechten aan de universiteit van Poitiers, zoals zijn vader had gewenst, die hij afrondde in 1616. Vervolgens woonde Descartes in Saint-Germain-en-Laye bij Parijs, waar hij teruggetrokken leefde en mogelijk leed aan zenuwaanvallen. Hij overwoog een functie in het openbaar bestuur, maar ging in plaats daarvan reizen.

### Descartes als militair en als reiziger
In 1618 vertrok hij naar Republiek der Zeven Verenigde Nederlanden, waar hij zich als vrijwilliger aansloot bij het Staatse leger van prins Maurits bij Breda. De achtergrond van zijn besluit om naar die stad te gaan is niet duidelijk. Een mogelijke reden is dat Descartes werd gefascineerd door toegepaste wiskunde, zoals die in de vestingbouw werd toegepast en ontwikkeld was door Simon Stevin. Descartes raakte op 10 november 1618 bevriend met Isaac Beeckman, een Nederlandse arts, filosoof en wiskundige, die zich opstelde als een oudere broer. Tot 1619 werkten ze samen aan muziek, vrije val, de kettinglijn als kegelsnede en de hydrostatische paradox.
Na het uitbreken van de Dertigjarige Oorlog werd Descartes benoemd tot officier in het leger van de katholieke Maximiliaan I van Beieren, dat vocht in Bohemen. Of Descartes deel nam aan de Slag op de Witte Berg en de verovering van Praag is niet bekend. Hij was geen echte militair: zijn belangrijkste reden om aan de oorlog deel te nemen was om de wereld en de mensen beter te leren kennen, schreef hij in Discours de la Methode. Descartes bracht een bezoek aan de laboratoria van Tycho Brahe in Praag en dat van diens opvolger Johannes Kepler (in Regensburg). 
In de nacht van 10 november 1619, beter bekend als Sint-Maarten, kreeg hij te Neuburg an der Donau een drietal visioenen. Naar zijn eigen zeggen had hij drie maanden niets gedronken, maar heeft hij toen de grondslagen van een "wonderbaarlijke" wetenschap ontdekt. In zijn derde droom zag hij een woordenboek en een gedicht. De eerste regel luidde "Quod vitae sectabor iter?" ("Wat voor levensweg zal ik gaan leiden?"). Descartes zocht naar een verklaring hiervan en meende dat het visioen stond voor een combinatie van filosofie en wijsheid. In zijn ogen was het niet verbazingwekkend dat het werk van dichters, zelfs als ze niets dan onnozele versjes schrijven, rijk was aan uitspraken die belangrijker, zinniger en beter geformuleerd waren dan wat in de geschriften van filosofen kon worden aangetroffen. Niet lang daarna nam hij ontslag uit het leger en maakte een pelgrimsreis naar de Basiliek van het Heilig Huis in Loreto, om de heilige maagd te danken voor het verkregen inzicht.

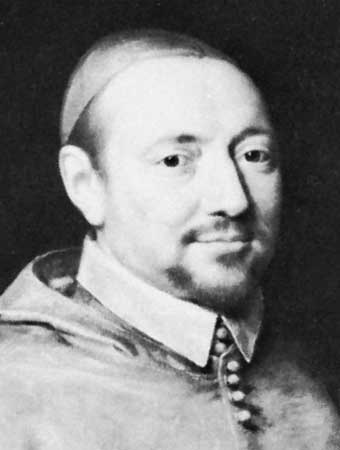
Pierre de Bérulle (1575-1629)

Rond 1625 kwam hij in contact met pater Marin Mersenne, een wiskundige, die hem beloofde zijn manuscript Traité du Monde te publiceren. Descartes verwerkte daarin zijn ideeën die het systeem van Aristoteles konden vervangen, over de aard van het licht, een theorie van de kleuren, de muziek, de elementaire deeltjes van de materie, het ontstaan van de sterren, de banen van planeten en kometen, de zwaartekracht en eb en vloed. Ook kardinaal Pierre de Bérulle moedigde hem aan zijn theorieën verder uit te werken. Ondertussen ontwikkelde Descartes zijn ideeën in de raadselachtige, topzware en onvoltooide Regulae ad directionem ingenii (Regels om richting te geven aan het verstand) waarin hij de analytische meetkunde en de samenhang tussen de verschillende wetenschappen belichtte. Hij vond dat men zich in de eerste plaats moest beperken tot onderwerpen waarover zekere en onbetwijfelbare kennis mogelijk is. Vanwege de vele passages over natuurfilosofie, kennisleer en metafysica vormen de Regulae een rijke bron van filosofische inzichten die in Descartes' latere filosofie - vaak in aangepaste vorm - zouden terugkeren. Kritiek op zijn werk richt zich voornamelijk op zijn metafysica.

### Descartes in Nederland 1628-1649

Drukwerk van Descartes rond 1640.

In oktober 1628 reisde Descartes naar Middelburg, waar ooit zijn vriend Beeckman woonde, die inmiddels was verhuisd naar Dordrecht. Descartes schreef later niemand te hebben ontmoet met wie hij echt kon discussiëren. In april 1629 schreef hij zich in aan de Universiteit van Franeker en was gedurende enkele maanden student van Adriaan Metius. De reden die Descartes opgaf voor zijn keus voor Nederland was dat het klimaat er beter [was] om te denken, waarbij hij doelde op de vrede, terwijl elders de Dertigjarige Oorlog woedde.  Descartes was inmiddels steeds meer geïnteresseerd geraakt in toegepaste kennis als optica en anatomie.
Tijdens zijn verblijf in het noorden woonde hij in afzondering op het Sjaerdemaslot en nodigde tevergeefs een Franse kok en instrumentmaker of lenzenslijper uit om hem te assisteren. Eind juni 1630 schreef hij zich in aan de Universiteit Leiden en werd student bij Jacobus Golius. In oktober 1630 brak hij met Isaac Beeckman, die hij ten onrechte beschuldigde van plagiaat. Via Beeckman ontmoette hij Hendricus Reneri en trok in Deventer bij hem in in de Lange Bisschopstraat. Hij correspondeerde met Maarten van den Hove, Vopiscus Fortunatus Plempius en de Leidse hoogleraar wiskunde Frans van Schooten. Het coördinatenstelsel, waarvoor Descartes de aanzet had gegeven, werd door van Schooten en diens leerlingen verder uitgewerkt. Met Jan Stampioen had hij een aanvaring. Toen hij de veroordeling van Galileo Galilei in 1633 vernam, hield hij de publicatie van zijn Traité du Monde tegen.

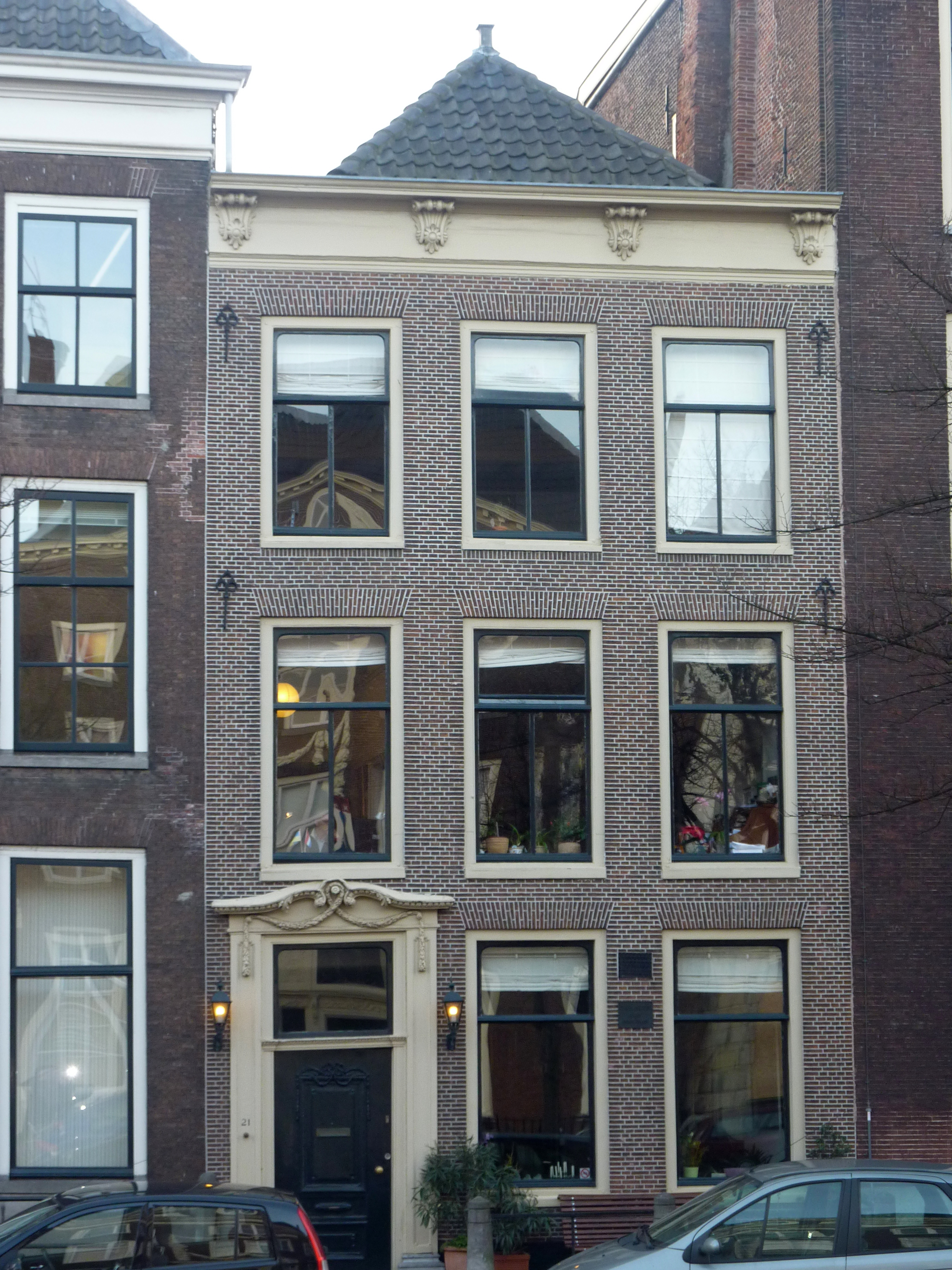
René Descartes, de Franse filosoof en wiskundige woonde in 1640 op Rapenburg 21, Leiden

Tot 1634 woonde Descartes in Amsterdam aan de Kalverstraat, vervolgens op de Westermarkt 6, samen met Reneri. Hij kwam in contact met de diplomaat en dichter Constantijn Huygens. Op 15 oktober 1634 had hij zijn enige liefdesaffaire met het dienstmeisje Helena Jans van der Strom. In de zomer van het jaar 1635 gaf Descartes les in filosofie aan de Universiteit van Utrecht. In Henricus Regius vond hij zijn voornaamste medestander. In 1636 zou hij een jaar lang in Leeuwarden gewoond hebben. Zijn ook voor vrouwen bestemde Discours de la méthode zou in 1637 anoniem verschijnen. Het boek, een autobiografisch document, was zijn eerste echte publicatie en behoort tot zijn invloedrijkste werk; het spoort de lezer aan om in plaats van op boeken, overlevering of traditie enkel te vertrouwen op denkstappen van het eigen verstand. Het bijgevoegde essay, Dioptriek, behandelde de brekingswet en was bedoeld voor lenzenslijpers. In de Meteoren gaf hij een nieuwe visie op de aardse atmosfeer. Over verschijnselen als kometen, bijzonnen en de regenboog werd destijds heftig gediscussieerd. In La Géometrie behandelde hij een nieuw vakgebied, de analytische meetkunde. Daarin verwierp hij de in die tijd nog altijd gangbare filosofie van Aristoteles en de scholastiek. Descartes poneerde dat alle echte kennis op de wiskunde moet worden gebaseerd. Bovendien paste hij consequent de algebra toe op meetkundige vraagstukken. Descartes was de eerste die deze aanpak hanteerde en legde hiermee de basis van de moderne wis- en natuurkunde.

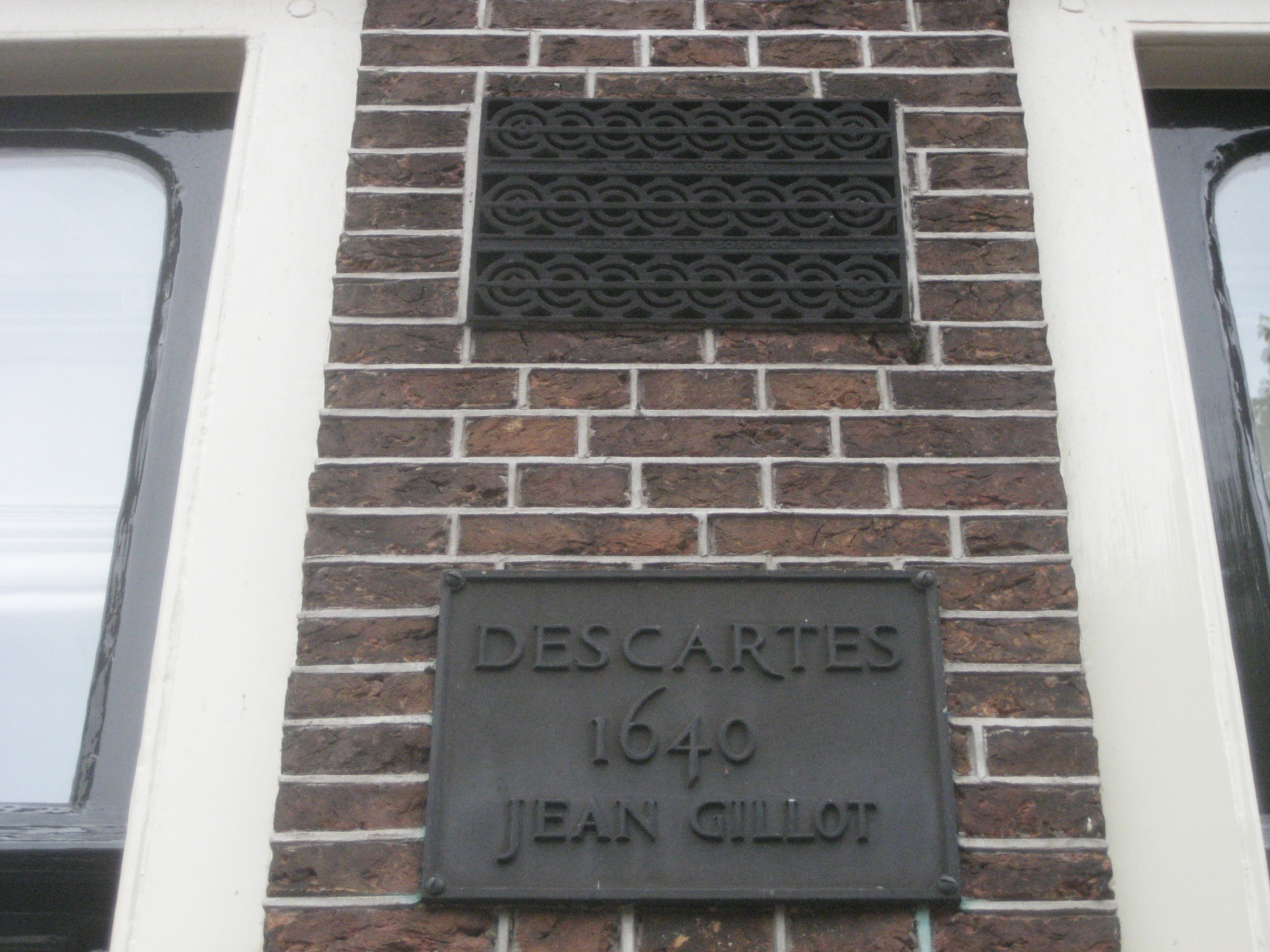
Plaquette - Rapenburg 21, Leiden

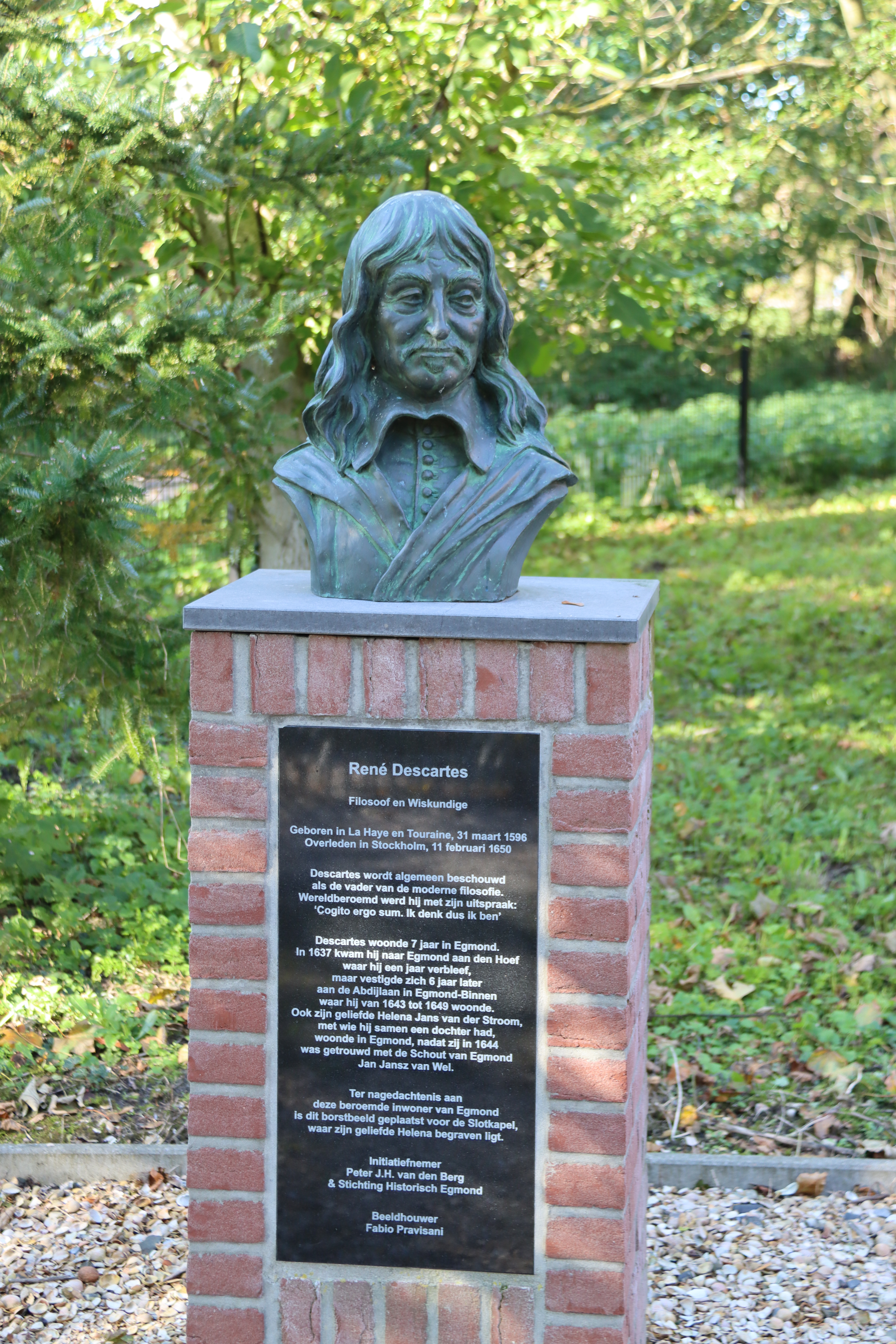
Standbeeld van Descartes aan de Slotkapel, Egmond aan den Hoef

In 1639 kreeg hij het aan de stok met Gisbertus Voetius, een calvinistische hoogleraar theologie, die in een aantal lezingen over atheïsme Descartes als voorbeeld opvoerde. In 1640 was hij terug in Leiden en verbleef in het pand Rapenburg 21. In dat jaar overleed zijn vader en Descartes erfde diens bezittingen. In 1641 publiceerde hij een van zijn hoofdwerken, Meditationes de prima philosophia. Daarin levert hij onder meer zijn Godsbewijzen en vecht hij op basis van zijn definitie van materie de transsubstantiatie aan. Descartes heeft de werkelijke accidentele eigenschappen afgeschaft. De eigenschappen van een lichaam zijn slechts modificaties van de uitgebreidheid ervan - naar vorm, grootte en structuur - en zijn er dus onlosmakelijk mee verbonden. Als je de substantie (uitgebreidheid) van het brood wegneemt, neem je onvermijdelijk ook de accidentele kenmerken weg. Descartes zelf was huiverig voor theologische en religieuze twisten, en mengde zich slechts met tegenzin in discussies over de vraag hoe zijn metafysica te verenigen viel met het katholieke dogma van de eucharistie. Hij verdedigde zijn opvatting over het lichaam door te laten zien dat hij de werkelijke aanwezigheid van Christus in de hostie even goed kon verklaren als de aristotelianen. Hij betoogde dat het lichaam van Christus precies dezelfde uitgebreide kenmerken aanneemt als het brood waarvoor het in de plaats komt, en dus precies zo op de zintuigen zal inwerken als het brood, zodat het volledig dezelfde zintuiglijke indruk zal geven als brood. Descartes' bezorgdheid was gerechtvaardigd. In 1663 werden zijn werken door de Heilige Congregatie voor de geloofsleer van de Rooms-Katholieke Kerk op de Index Librorum Prohibitorum geplaatst, de lijst van verboden boeken, met het voorbehoud dat ze verboden moesten worden 'donec corrigantur': totdat ze worden gecorrigeerd.
In 1642 had hij in Oegstgeest het Kasteel Endegeest gehuurd en kreeg bezoek van Comenius, een tegenstander, want die was een holist. Op 17 maart 1642 sprak de Utrechtse vroedschap een ban uit over zijn werk na een hoogoplopend conflict tussen de conservatieve volgelingen van rector Voetius en een aantal meer vooruitstrevende hoogleraren, met name medici, zoals Regius, die de nieuwe leer aanhingen. Tussen 1643 en 1649 woonde Descartes aan de Abdijlaan in Egmond-Binnen. Zijn geliefde Helena Jans van der Stroom ligt begraven in de Slotkapel, waar een standbeeld van Descartes werd opgericht.
In 1643 maakte Descartes via Alphonse Pollot kennis met de intelligente Elisabeth van de Palts, de dochter van de winterkoningin, en raakte bevriend met haar. Hij werkte aan een boek over de ontwikkeling van dieren, van foetus tot volwassen organisme. In 1646 raakte hij in conflict over Regius' boek Fundamenta physices en wenste het land te verlaten. De curatoren van de Leidse universiteit legden de beide partijen het zwijgen op. In de zomer van 1648 verbleef hij in Parijs. Toen La Fronde uitbrak, ging hij terug naar Egmond. In 1647 had hij Les passions de l’âme (De hartstochten van ziel) voor zijn vriendin Elisabeth geschreven. Ze correspondeerden over een boek van Seneca. 
In het midden van jaren veertig voelde Descartes zich niet langer veilig in de Republiek. De dood van Frederik Hendrik en het aantreden van de meer orthodox-calvinistisch ingestelde stadhouder Willem II van Oranje was daarvoor een belangrijke reden. In een brief die hij na de dood van Frederik Hendrik schreef, gaf Descartes aan dat de Republiek niet langer de rust verschafte die nodig was voor zijn werk.

### Naar Zweden

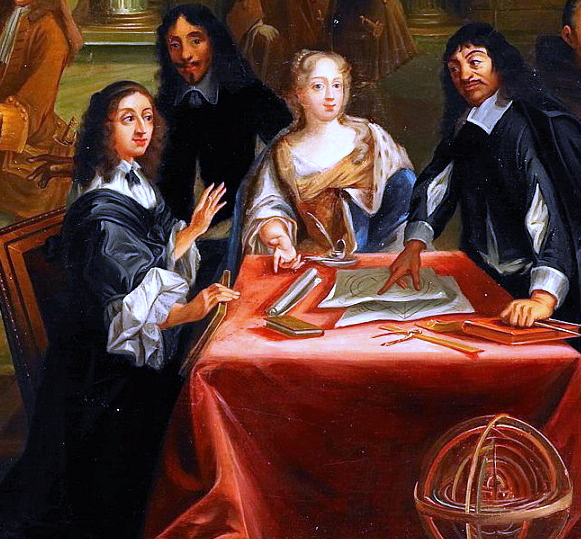
René Descartes (rechts) in gesprek met Christina (met het zwarte haar links) en Elisabeth van de Palts, in een geromantiseerd schilderij door Pierre Louis Dumesnil (1698-1781).

Christina van Zweden kreeg via haar lijfarts brieven te zien die Descartes aan de Franse ambassadeur Pierre Chanut had gestuurd. Christina, die tot over haar oren betrokken was bij de onderhandelingen over de Vrede van Westfalen, maar daarnaast vooral geïnteresseerd was in haar collectie manuscripten en oude boeken, liet lange tijd niets van zich horen. In de zomer van 1648 verzocht zij Descartes naar Stockholm te komen om haar persoonlijk uitleg te geven over zijn ideeën met betrekking tot de liefde. In de herfst van 1649 kwam Descartes vanuit Egmond-Binnen naar Stockholm. Christina zou een oorlogsschip hebben gestuurd om hem op te halen. Descartes kreeg het verzoek aan een plan voor een nieuwe universiteit te werken en de tekst bij een ballet te schrijven. Hij hoefde zich niet met het hofleven te bemoeien, maar moest tot 18 december wachten voordat hij er voor dag en dauw met zijn lessen kon beginnen. Al die tijd logeerde hij bij de Franse ambassadeur. Descartes ging gewoonlijk sober gekleed maar had zich voor deze gelegenheid speciaal opgedoft, droeg hand- en puntschoenen. Christina en Descartes bleken niet goed met elkaar overweg te kunnen. Descartes kon weinig waardering opbrengen voor haar belangstelling voor het Oudgrieks en Christina had weinig op met zijn mechanisch wereldbeeld. Hij voelde zich tamelijk ongelukkig toen Christina begin januari ook nog voor drie weken naar Uppsala vertrok.

### Overlijden
Volgens de officiële versie liep Descartes op 1 februari 1650 een longontsteking op, waaraan hij tien dagen later overleed, volgens tijdgenoten doordat hij niet gewend was aan het koude klimaat en aan het vroege opstaan waar de koningin hem toe dwong. Descartes weigerde de arts toe te laten en meende, als hij dan toch moest sterven, hij dat met meer gemoedsrust zou doen als hij hem niet meer hoefde te zien. Christina waste haar handen in onschuld en benadrukte bij iedereen dat zij urenlang gehuild had toen zij van zijn overlijden vernam. Onlangs is geopperd dat Descartes zou zijn vergiftigd met arseen, omdat hij aan de arts om een braakmiddel vroeg. Descartes stierf in het bijzijn van Chanut en werd, in eerste instantie, begraven in de Adolf Fredriks kyrka of op het bijbehorende kerkhof, bestemd voor weeskinderen. De manuscripten die hij had meegenomen naar Stockholm, kwamen in handen van een zwager van Chanut, Claude Clerselier, die ze voor uitgave bewerkte. Gottfried Wilhelm Leibniz en Ehrenfried Walther von Tschirnhaus kopieerden bij hem verschillende teksten. In 1663 werd het werk van Descartes door de paus in de ban gedaan; zijn boeken werden op de Index librorum prohibitorum geplaatst. In 1671 verbood ook Lodewijk XIV het onderwijs in het cartesianisme.

### Herbegrafenis in Frankrijk
In oktober 1666 werd Descartes' lichaam naar Frankrijk vervoerd. Aanvankelijk werd het herbegraven in het klooster, Abbaye Sainte-Geneviève de Paris, of in de bijbehorende Église Saint-Étienne-du-Mont, maar zonder zijn schedel en rechterwijsvinger, want die bleken te zijn gestolen of achtergehouden door Magnus Gabriel de la Gardie. Deze scheiding is overigens ironisch in het licht van Descartes’ dualistische stelling dat lichaam en geest twee verschillende substanties zijn. Toen het klooster tijdens de Franse Revolutie werd gesloten, ontstonden er plannen om ook Descartes in het naastgelegen Panthéon bij te zetten. In 1819, tijdens de Restauratie, werd de kist herbegraven in de Église Saint-Germain-des-Prés. Op vijf verschillende plaatsen wordt beweerd dat men in het bezit is van zijn schedel, onder andere het Musée de l'Homme waar zijn vermeende schedel tussen die van een cro-magnonmens en die van de in 1721 geëxecuteerde moordenaar Cartouche bewaard wordt.

## Filosofie

### Inleiding
Descartes was een sleutelfiguur in de wetenschappelijke revolutie. Hij werd beïnvloed door de gebeurtenissen die toen plaatsvonden en door voorgangers als Johannes Kepler, Nicolaas Copernicus en Galileo Galilei. Op zijn beurt zette hij de ontwikkeling van het mechanistisch wereldbeeld in gang en was hij een grote inspiratiebron voor Isaac Newton, die het mechanistische paradigma van Descartes definitief zou uitwerken. Volgens hem was men van niets zeker behalve van de eigen twijfel; hij concludeerde hierna dat het intellect het enige was waarop men kon vertrouwen.
In de wetenschappelijke revolutie zijn drie stromingen van natuurkennis belangrijk geweest: de Atheense, de Alexandrijnse en de experimentele. Deze drie vormen kwamen uiteindelijk tijdens de wetenschappelijke revolutie bijeen en hieruit ontstond de moderne natuurwetenschap. Descartes droeg met name bij tot de revolutionaire ontwikkeling van de Atheense stroming. Descartes was een van de eersten die een verband legde tussen de fysiologie en de wiskunde en ook zijn notie van wetmatigheden in de natuur (de mechanistische natuurfilosofie) was nieuw. Hij meende alle natuurverschijnselen te kunnen verklaren door ze te beschouwen als bewegingen van een uniforme materie die overal aanwezig is. De bewegingen zelf vonden plaats onder invloed van druk of stoot, en ook de waarneming ervan zag Descartes als een mechanisch proces.

### Descartes en de Stoa
Descartes wordt vaak genoemd als een aanhanger van de Stoa, dit op grond van een passage uit zijn Discours de la Méthode, waar hij over zijn tijdelijke moraal spreekt. In begin van het Discours evenwel zegt Descartes dat hij de oude levensfilosofie wel mooi vond, maar op zand gebouwd. Maar ook de eerste zin van zijn Traité des passions de l'âme, waar hij zegt dat vrijwel al hetgeen op het gebied der emoties in de oudheid naar voren is gebracht zo mager en onwaarschijnlijk is, dat hij helemaal opnieuw moet beginnen. Men kan stellen dat het individu Descartes een zekere sympathie had voor de stoïsche levensfilosofie, maar dat de filosoof Descartes er afwijzend tegenover stond.

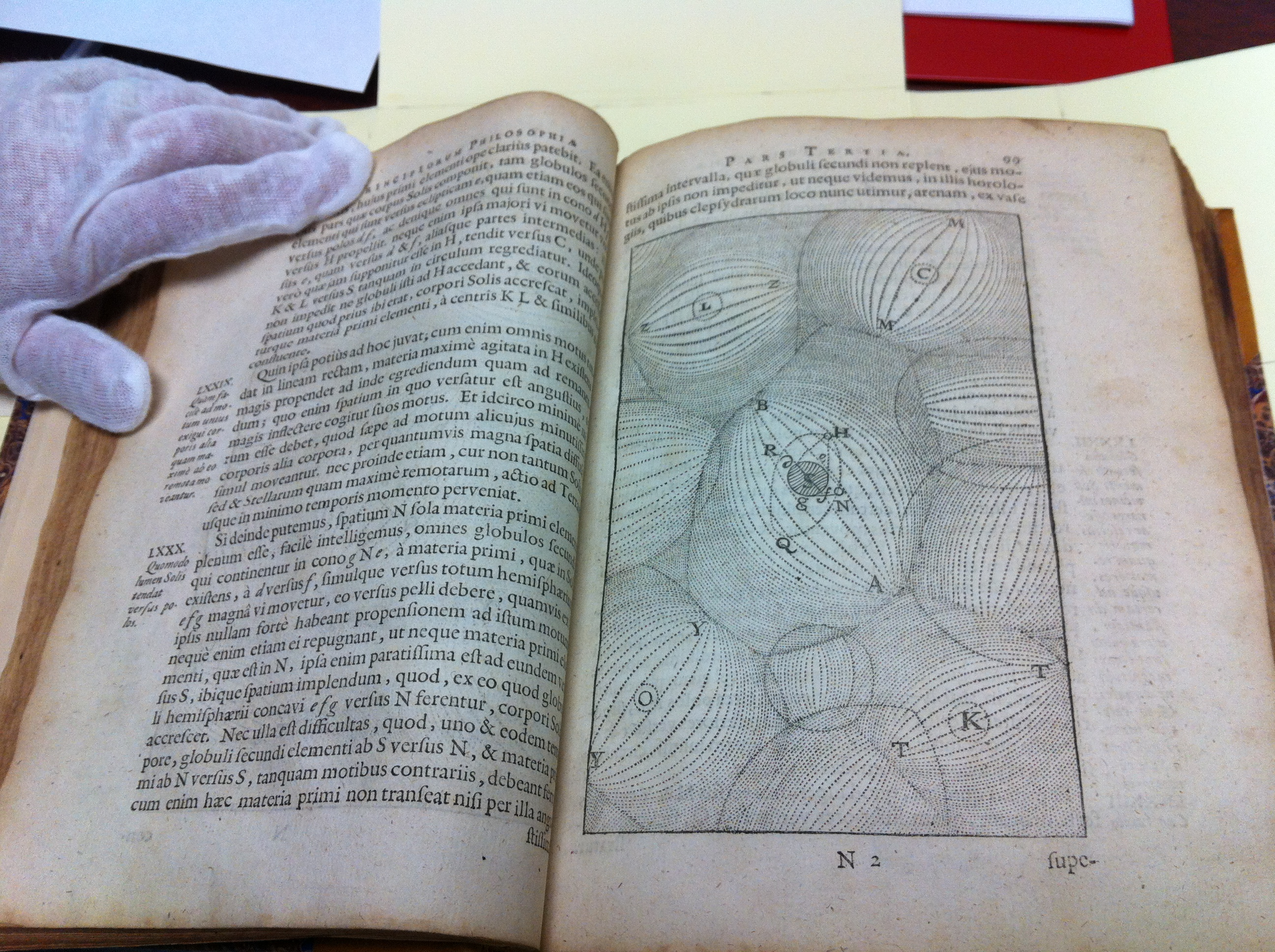
Werk van Descartes
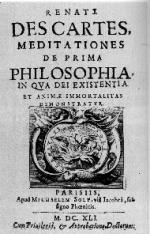
Meditationes de prima philosophia, in qua Dei existentia et animae immortalitas demonstratur
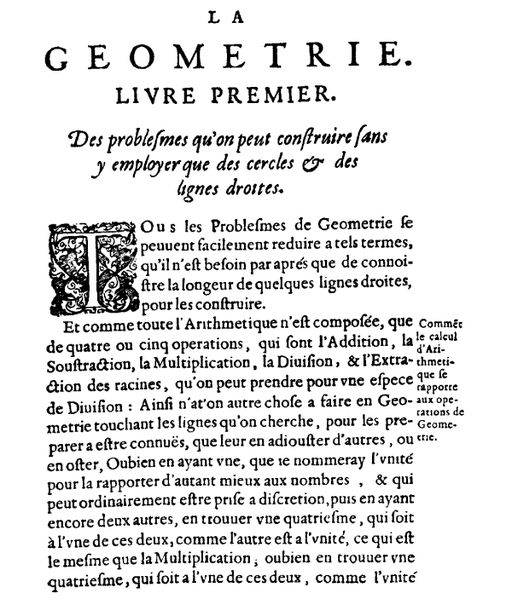
La Géométrie

### Cogito, ergo sum
Descartes is vooral bekend geworden door de methodische twijfel, een manier om te zoeken naar waarheid door systematisch aan alles te twijfelen. Net als de wiskunde zou de filosofie moeten uitgaan van bepaalde vaste beginselen, om op grond hiervan door deductie tot nieuwe kennis te komen. Door eerst alle uitspraken en vormen van kennis te elimineren waaraan op enige manier getwijfeld kan worden, hoopte Descartes dus enige onbetwijfelbare waarheden te vinden. Kennis is vooral gebaseerd op zintuiglijke waarneming, maar de zintuigen zijn te onbetrouwbaar om waarnemingen te doen die leiden tot absolute waarheden. Na het verwerpen van de waarneming via de zintuigen in zijn Eerste Meditatie, beargumenteerde Descartes in zijn Tweede Meditatie: "Als ik mij ervan overtuigd heb dat er absoluut niets bestaat in de wereld, besta ik dan ook niet?" Het antwoord daarop is dat hij moet bestaan, want als hij zich ergens van overtuigt, bestaat hij. Ik denk, dus ik besta/Ik denk, dus ik ben, bekender geworden in de Latijnse variant Cogito, ergo sum. Dit was dus de eerste waarheid die de test van de methodische twijfel doorstond.
Met de stelling Cogito, ergo sum neemt Descartes een dualistisch standpunt in: hij scheidt de geest van het lichaam. Via allerlei gedachte-experimenten komt hij immers tot de conclusie dat hij er niet zeker van kan zijn dat hij een lichaam heeft, maar wel dat hij een geest heeft. Hij stelt dat men aan letterlijk alles moet twijfelen. Echter moet het, zelfs in al deze twijfel, voor een ieder duidelijk zijn dat men twijfelt en dus dat men denkt; zo kwam Descartes uiteindelijk bij de stelling: "Cogito, ergo sum"; men weet niet waar de geest zich bevindt, maar wel dát die zich ergens bevindt en dus dat de geest bestaat. Deze redenering is echter geen conclusie - Descartes gaat niet van denken naar zijn - maar een explicatie van wat er al was. Het 'ergo' of 'dus' geeft blijk van het feit dat zijn in denken besloten ligt of wordt verondersteld.
In zijn filosofische onderzoekingen stuitte Descartes op de subjectiviteit van de menselijke waarneming. Wat is werkelijkheid, en wat is illusie? De menselijke waarneming bleek zo onbetrouwbaar te zijn dat aan de werkelijkheid, zoals de mens die waarneemt, kan worden getwijfeld. Wat betwijfeld kan worden, moet worden afgewezen, want bewijsvoering moet plaatsvinden op basis van onbetwijfelbare argumenten. Waaraan volgens Descartes echter niet getwijfeld kon worden, was het feit dát hij twijfelde. "Cogito, ergo sum" is volgens hem een vaststelling waarover geen discussie mogelijk is. Vanuit deze grondslag bouwde Descartes God en het wereldbeeld op basis van in zijn ogen onbetwijfelbare argumenten opnieuw op. Of hij in dat laatste slaagde, gaf aanleiding tot eeuwenlange filosofische discussies.
Descartes' beroemde stelling komt voor in de Principia Philosophiae (eerste deel):
"Ego cogito, ergo sum."
In de tweede Meditatie (artikel 3) zegt hij: "Ego sum, ego existo" en in deel 4 van de Discours de la méthode staat de eveneens bekende frase "Je pense, donc je suis."

### Traité de l’HommeenLes Passions de l’âme
In Traité de l’Homme gaf Descartes een model voor het menselijk lichaam. In het hart zou een vuur branden zonder licht dat eeuwig brandend gehouden werd door het bloed. Het bloed werd door de ademhaling afgekoeld in de longen en druppelde van daar uit het hart binnen. Hier gingen de deeltjes sneller bewegen, waardoor het hart uitzette. Door deze druk werd het bloed het hart weer uitgeperst. Achtereenvolgens beschreef Descartes vervolgens de overige lichaamsprocessen. De fijnste deeltjes van het bloed zouden naar de pijnappelklier gaan, waar ze veranderden in "animale geesten" (dat is de fijnste bloeddeeltjes, met een hogere snelheid en gescheiden van de grovere deeltjes). Deze deeltjes werden vervolgens naar de rest van het lichaam gezonden, waar ze onder meer zorgden voor de beweging der ledematen. Animale geesten in verschillende delen van het lichaam konden tot beweging aanzetten. Dit principe was bij mens en dier hetzelfde.
In Les passions de l'âme legt Descartes de werking van de passies (hartstochten) uit. Mensen zouden, in tegenstelling tot dieren, een ziel en vrije wil hebben, en konden, tot op zekere hoogte, zelf bepalen wat het lichaam deed. De passies waren gewaarwordingen van een uitzonderlijke toestand van het lichaam. Liefde zou een hevige ontroering van de ziel zijn, die de geesten bewoog, met het doel te verenigen met het doel van de passies. Haat zou tot een zich verwijderende beweging aanzetten. Deze passies hadden niets met de ziel te maken, maar dienden om het lichaam in stand te houden. Descartes onderscheidde vijf verschillende passies: begeerte, liefde, haat, droefheid en vreugde. Andere passies, zoals teleurstelling, verontwaardiging en medelijden waren afgeleiden van bovenstaande passies. Een mens kon, door inwerking van de ziel, in tegenstelling tot het dier de beweging, ingezet door de passies, teniet doen. Descartes' denkbeelden zoals deze zijn verwoord in Traité de l’Homme en Passions de l’âme pasten in de mechanistische filosofie.

### Discours de la méthode
Als bijlage bij het Discours verschenen La Dioptrique, Les Météores en La Géométrie, waarin nadere toelichting werd gegeven op de stellingen van Descartes als gesteld in Discours. Descartes stelde in Discours de la méthode pour bien conduire sa raison et chercher la vérité dans les sciences de vraag of de kennis die via de wetenschappelijke weg bereikt werd ook zekere kennis is. De methode die hij toepaste was die van de methodische twijfel en bestond uit vier regels. De eerste regel was dat men uitsluitend heldere en onderscheidende rationele inzichten toeliet in de opbouw van de kennis. De tweede was dat ieder probleem in zo veel mogelijk niet nader analyseerbare stukken moest worden verdeeld als voor de oplossing noodzakelijk was. De derde regel was dat redeneringen dienden te beginnen met de meest eenvoudig kenbare zaken alvorens men naar de kennis van de meest ingewikkelde zaken overging. De laatste regel was dat de verworven kennis diende te worden georganiseerd in volledige overzichten. In Regulae ad Directionem Ingenii gaf Descartes een meer uitgebreide beschrijving in zeven regels. Hij vond, samengevat, dat wetenschappelijke kennis zeker moest zijn en deductief moest worden afgeleid uit eerste beginselen. In het Discours staat de later bekend geworden zinsnede: Je pense, donc je suis.

#### La Géométrie

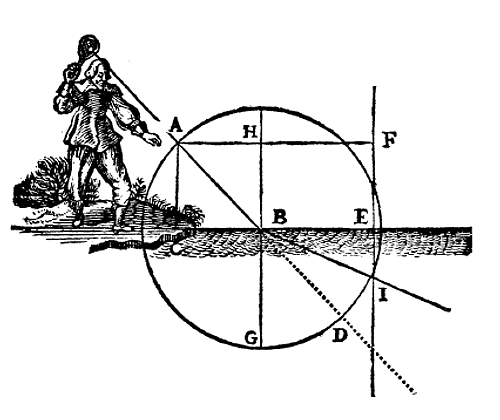
Breking van het licht volgens Descartes

La Géométrie verscheen in 1637 als een essay bij Discours de la Méthode en werd in het Latijn vertaald door de wiskundige Frans van Schooten. Dit essay vormde dus een onderdeel van Descartes' algemene wetenschappelijke methode voor de oplossing van wetenschappelijke problemen. Zijn uitgangspunt was dat alleen de wiskundige methode tot zekerheid zou leiden in de wetenschap. Dit gegeven leidde Descartes ertoe drie stellingen te formuleren, namelijk:
1. Ieder vraagstuk over grootheden kon teruggebracht worden tot een meetkundig probleem.
2. Ieder meetkundig probleem kon worden teruggebracht tot een algebraïsch probleem.
3. Ieder algebraïsch probleem kon worden teruggebracht tot het oplossen van één of meer vergelijkingen.

Descartes werkte in het essay een consequente toepassing van algebra op de meetkunde uit, waaruit later de invoering van het rechthoekige, zogenaamd cartesische assenstelsel volgde. Hierdoor konden meetkundige objecten worden beschreven met getallen en vergelijkingen. De kennis die wiskundigen reeds hadden op het gebied van de algebra kon worden toegepast in de meetkunde. Dit leidde tot het ontstaan van de analytische meetkunde voor ongeveer 1628, maar pas gepubliceerd in 1637 in La Géométrie. Dit is de oudste wiskundetekst die we kunnen lezen zonder notatieproblemen te ontmoeten. Overigens was het niet Descartes' bedoeling om meetkunde tot algebra terug te brengen.
- een wiskundige notatie die vandaag de dag nog wordt gebruikt. Hij suggereerde het gebruik van kleine letters van het einde van het alfabet (zoals x, y, z) voor onbekende grootheden en de beginletters voor bekende grootheden (zoals a, b, c). Daarnaast wierp hij ook het idee op exponenten van een variabele te gebruiken om de macht ervan weer te geven (zoals x²).
- gebruik van getallen en variabelen om de lengten van lijnstukken weer te geven. Wanneer eenmaal de lengte van een lijnstuk was afgesproken, bijvoorbeeld x, dan kon men 2x en 3x noteren om lijnstukken van dubbele resp. drievoudige lengte aan te duiden.
- Ook de bovenstreep achter het wortelteken √, die de betekenis heeft van haakjes, is afkomstig van Descartes.
- Descartes had de gedachte (samen met Thomas Harriot) om een vergelijking te herleiden tot een uitdrukking = 0, die veel eenvoudiger op te lossen was.
- de veelvlakformule die naar Leonhard Euler vernoemd wordt:

{\displaystyle h+v=r+2}
met h, v, en r respectievelijk het aantal hoekpunten, zijvlakken en ribben van een eenvoudig veelvlak, maar de ontdekking hiervan door Descartes is omstreden.
Descartes voerde niet het naar hem genoemde cartesische of rechthoekige assenstelsel in.

### Muziekleer
Descartes schreef in 1619 een inleiding tot de muziekleer op verzoek van Isaac Beeckman, waarin hij zegt dat het doel van de muziek is om te bekoren en verschillende gemoedstoestanden in ons teweeg te brengen. Het is volgens Rudolf Rasch ook een studie in methode, waarbij niet het behandelde onderwerp centraal staat, maar de manier van behandelen. In 1630 schreef Descartes aan Mersenne dat hij geen kwint van een octaaf kon onderscheiden en in 1639 aan Constantijn Huygens dat hij zich op muzikaal gebied vrijwel doof beschouwde.

### Begrippen
Als rationalist onderscheidde de filosoof Descartes drie soorten begrippen:
1. adventitiae (van buiten gekomen begrippen);
2. innatae (in- of aangeboren begrippen); en
3. a me ipse factae (zelfbedachte begrippen).

Als dualist onderscheidde hij geest of ziel of God (res cogitans) en materie (res extensa). In zijn eigen woorden:
Onder de geschapen dingen zijn er enkele die niet kunnen bestaan zonder andere, daarom moeten wij deze onderscheiden van die dingen die alleen de bijzondere bijstand van God nodig hebben om te bestaan.
Deze laatste zijn bij hem substanties terwijl die andere (materiële, wereldlijke) dingen die hierdoor gekenmerkt zijn doordat ze plaats innemen, attributen van de substanties worden genoemd.
Descartes gebruikt hierbij het klassieke en scholastieke begrip substantie, dat niet verward mag worden met het hedendaagse begrip, dat bijna synoniem is met materie.
René Descartes werd waarschijnlijk beïnvloed door het werk van Francisco Sanches, die in zijn belangrijkste werk Quod nihil scitur (1581) twijfel als uitgangspunt nam.

### Principia Philosophiae
In 1644 poogde hij in zijn boek Principia Philosophiae (De Beginselen van de Filosofie) het complete universum te beschrijven vanuit een volledig wiskundig opgebouwde mechanica. Met zijn natuurwetenschappelijke ideeën valt niet veel meer uit te richten. Zijn gedachten over de werking van het heelal vonden veel weerklank maar werden jaren later met name door Isaac Newton weerlegd.

### Wiskunde
Descartes heeft op vele manieren belangrijke bijdragen geleverd aan de wiskunde. Aan hem danken we:
- de stelling van Descartes;
- Cartesiaanse coördinaten;
- het Cartesisch product.

### Natuurkunde
- Optica. Descartes vond de brekingswet onafhankelijk van Snellius en Harriot. Deze wet heet in Frankrijk dan ook naar Descartes. Hij ontwierp een machine om lenzen te slijpen. Hij gaf ook een betere verklaring voor de regenboog.
- Mechanica. Hij stelde botsingswetten op.
- Kristallografie. Descartes bestudeerde sneeuwkristallen.
- Werveltheorie.
- Hij kwam met de eerste samenhangende theorie voor de aantrekkingskrachten in het zonnestelsel en voor magnetisme.
- In de natuurkunde zijn de eerste wet van de thermodynamica en de ethertheorie terug te voeren op Descartes.

### Fysiologie

#### Descartes en de hersenwerking
Descartes gebruikte een bepaald model van de hersenen dat als volgt was samengesteld. De belangrijkste onderdelen waren de pijnappelklier en de weefsels rond de cortex. Descartes ging ervan uit dat de wanden van de cortex zich van elkaar konden verwijderen of naar de pijnappelklier, die in het centrum lag, konden bewegen. De mate van beweging was afhankelijk van de hoeveelheid animale geest die de hersenen binnenkwam. Wanneer men wakker was, kwam er meer animale geest de hersenen binnen dan wanneer men sliep, en als de dood in was getreden, dan was de mogelijkheid tot binnenkomen uitgesloten. De cortex zou uit niets anders bestaan dan weefsels, buizen en zenuwbanen, die samen een soort netwerk vormden. De buizen zouden de animale geest vanuit de holte van de cortex naar de andere delen van de hersenen voeren, waar ze zorgden voor een "indruk" (de basis voor het geheugen) of bij de zenuwen voor de beweging van een bepaald deel van het lichaam. In het hart zou een "vuur zonder licht" zijn; door de hitte zou het hart samentrekken en het bloed verwarmen. Het bloed dat het meest verhit was zou naar de hersenen gaan, waar het zou veranderen in een gas, de zogenaamde animale geest. De pijnappelklier was aan de holte van de cortex verbonden door twee kleine aderen die zorgen voor een voortdurende stroom vanuit het hart van nieuwe geest. De toevoer van vloeistof zou ervoor zorgen dat de klier ging drijven en het orgaan zo kon uitzetten en naar beide richtingen kon bewegen.
Descartes verklaarde onder meer de werking van het oog en reflexen en van het brein. Voor hem was zijn fysiologisch model een integraal onderdeel van zijn filosofie. Hij reduceerde het organisme van de mens tot zijn mechaniek en werd daarmee de grondlegger van de Iatrofysica. Uit angst voor de inquisitie verscheen Traité de l'homme ("Beschouwing over de mens," 1632) niet tijdens zijn leven, en werd het niet eerder gepubliceerd dan in 1662 onder de titel De homine. Zowel Nicolas Steno (Niels Stensen) als Franciscus de le Boë Sylvius uitten kritiek op zijn idee dat tranen door de hersenen werden geproduceerd. Zijn waarnemingen strookten niet met de praktijk. Stensen ging ervan uit dat niet alleen de zintuigen maar ook het verstand feilbaar was.
Descartes handhaafde ook het idee van William Harvey over de centrale functie van het hart als zetel van warmte. Ook Jan Swammerdam kwam tot de conclusie dat Descartes zijn waarnemingen te weinig getoetst had aan de praktijk. Als "Descartes het op het controleerbare terrein al mis had, waarom zou je dan veronderstellen dat [zijn] theorieën over God en de ziel wel juist waren?" Spinoza verklaarde alle niet-rationele argumenten als ongeldig. In Engeland bepleitte Henry Oldenburg een andere aanpak. Het cartesianisme kreeg een sektarisch karakter. Veel van zijn volgelingen waren druk bezig met bewijzen dat hij de waarheid had verkondigd.
Descartes was zeer religieus; zijn onderverdeling van mensen in een mechanisch functionerend organisme en een ziel is waarschijnlijk nog steeds zijn meest bekende en meest bekritiseerde bewering.

#### Neuropsychologie
Ervaringen verzamelen was volgens Descartes onvoldoende; wetenschappelijke kennis bestond volgens hem uit verklaringen van ervaringen. Hij beschouwde de wereld als een machine, maar ook het menselijk lichaam als een mechanisch systeem, waarin waarnemingsimpulsen doorgegeven worden aan de hersenen en legde daarmee de basis voor de neuropsychologie. Hij toonde een onderscheid aan tussen de menselijke ziel en het lichaam en schoof elke verwijzing naar het mentale zo ver mogelijk vooruit. Zijn doel was in eerste instantie een betere gezondheid of geneeskunde te bewerkstelligen. Tien jaar later somde hij drie verschillende doelen op: medicijnen, mechanica en moraal.

### Beschouwing van dieren
De wijze waarop Descartes dieren beschreef wordt vaak verkeerd geïnterpreteerd door de verschillende betekenissen die aan de begrippen "dier", "ziel" en "motivatie" werden toegekend. Meestal wordt gezegd dat Descartes van mening was dat alhoewel dieren dezelfde organen en zintuigen hadden als de mens om gevoelens en sensaties te ervaren, ze zonder ziel of bewustzijn waren omdat ze machines zouden zijn. Dieren zouden wel gevoelens hebben, maar daar verder geen aandacht aan besteden. Dit was echter in Descartes' ogen geen negatieve eigenschap maar een positieve. Alle beweging zoals die werd waargenomen bij dieren maar ook bij de mens zou voortkomen uit het verzet van de ledematen; dit mechanisme zou echter niet al het gedrag van dieren verklaren. Het automatisme in dieren dat Descartes observeerde weersprak een oordeel van Descartes, dat hij onder meer weergaf in een brief aan de filosoof Henri Moore: Er is in ons lichaam maar een enkel principe van beweging versus de ziel die het lichaam beweegt en laat denken. Door de overeenkomsten tussen dieren en onszelf zou de mens geneigd zijn dieren eigenschappen toe te schrijven die de mens zelf ook had. Descartes ontdekte dat er twee soorten bewegingen zijn bij de mens: een geestelijke en een mechanische. In de discussie met Moore schreef hij dieren alleen de mechanische beweging toe.
Aristoteles zag de mechanische beweging bij dieren als geïnitieerd door fantasie, sensaties en verlangen, de dierlijke ziel. Descartes, die deze stimulansen niet ontkende, zag deze beweging echter als machinaal. In zijn Traité de l'homme, waarin hij het mechanisme van de menselijke machine besprak, zei Descartes onder meer: Ik zou willen dat je in gedachten houdt dat alle functies die ik aan deze machine toeschrijf, de spijsvertering, slapen, zien, ruiken, de verbeelding, de interne sensaties van honger en hartstocht, en eindelijk de bewegingen van de ledematen, dat die niet anders zijn dan de bewegingen van een klok of een ander automatisch mechaniek. Het is dus niet noodzakelijk te veronderstellen dat er een ziel aanwezig is of andere aandrijving voor de beweging.

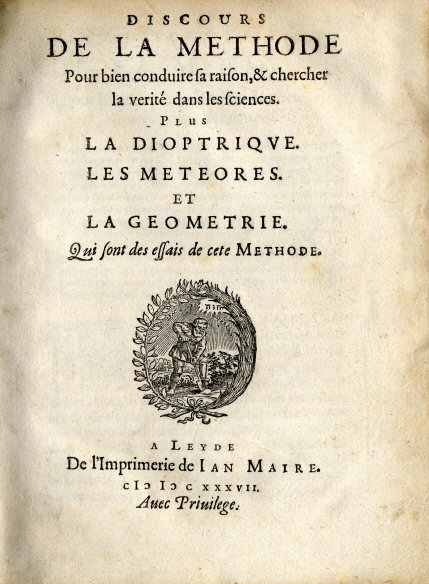
Titelblad van de Discours de la Méthode.
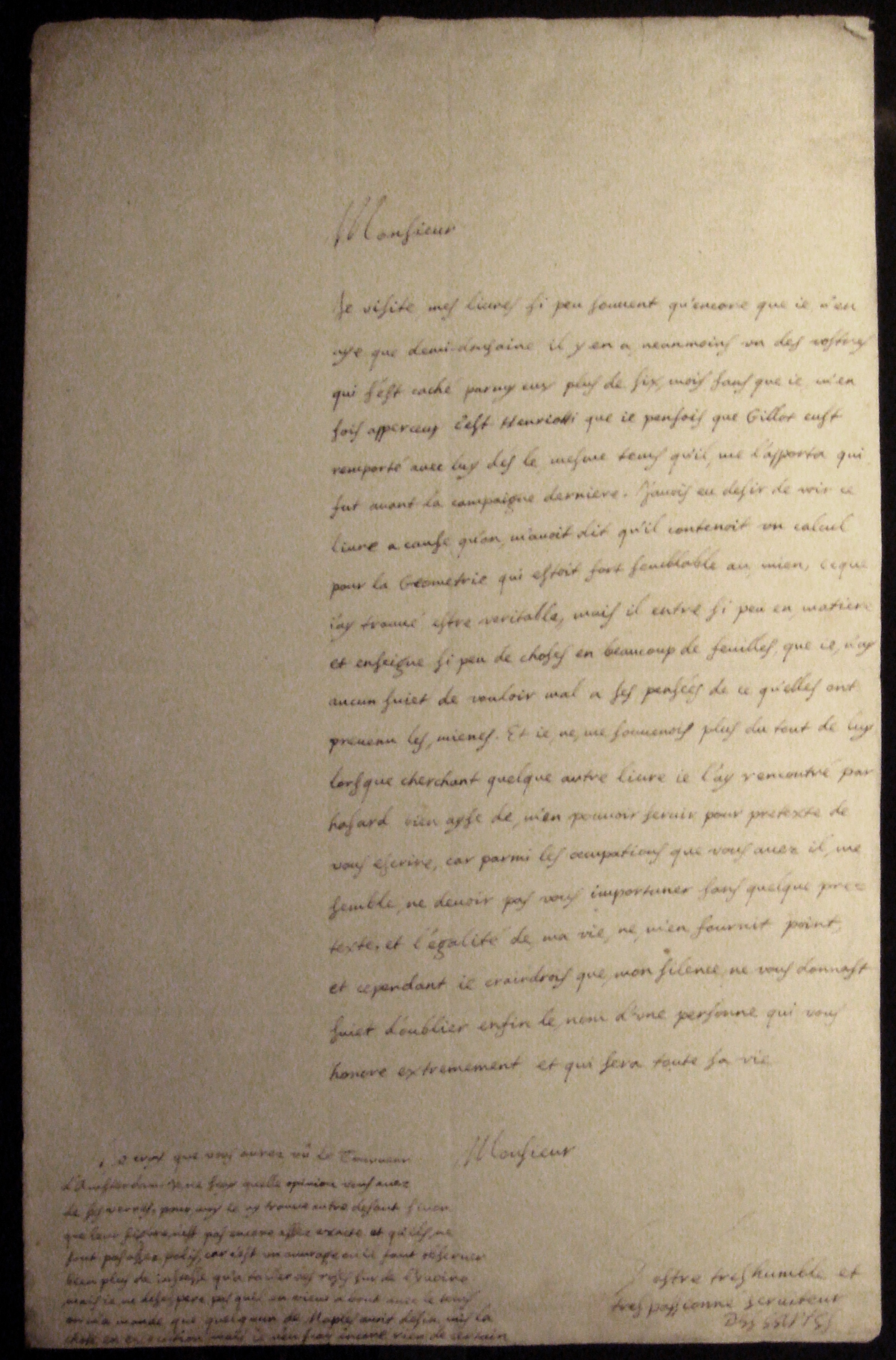
Handgeschreven brief door Descartes, december 1638.
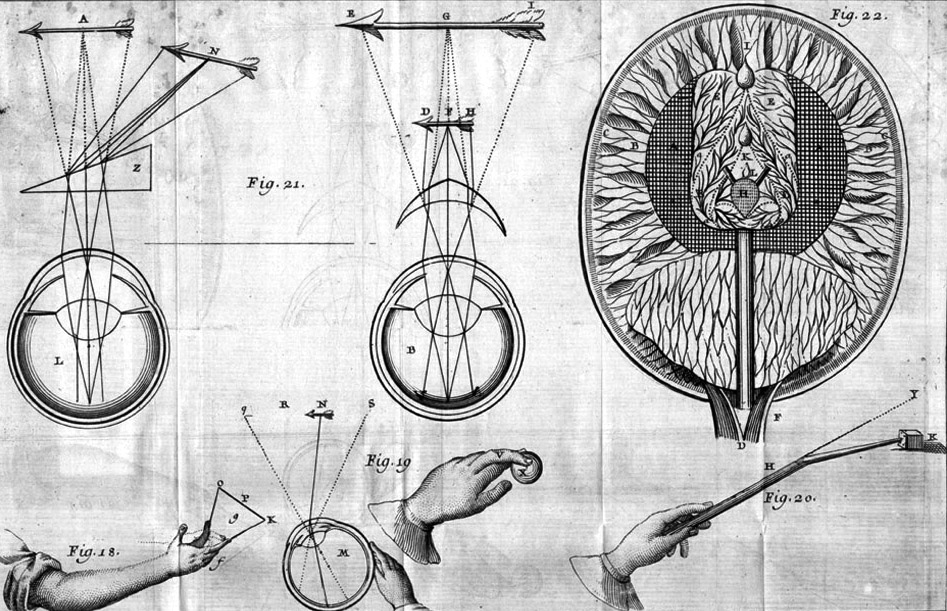
René Descartes (1596-1650): L’homme de René Descartes, et la formation du foetus…. Paris: Compagnie des Libraires, 1729. Eerste uitgave 1662.
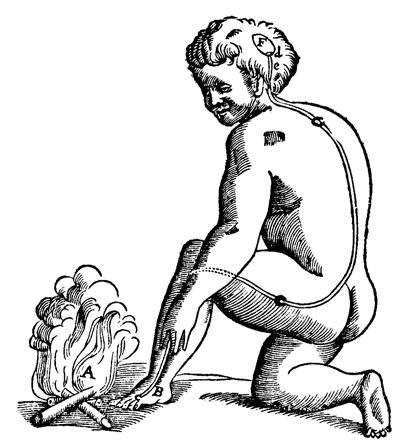
Verklaring van een reflex in Traité de l'homme, 1664

## Invloed
Descartes' denken heeft een diepe invloed uitgeoefend op de geschiedenis van de filosofie, maar ook daarbuiten. Binnen de filosofie wordt hij weleens beschreven als de "vader van de moderne filosofie", omdat hij brak met de scholastiek en tegelijkertijd een voorstander was van de nieuwe wetenschappelijke methode.

### Directe invloed
De meest directe invloed had hij als grondlegger van het rationalisme, dat stelde dat kennis gebaseerd kan zijn op het denken alleen, en doorwerkte bij denkers zoals Baruch de Spinoza, Gottfried Leibniz en later bij Nicolas Malebranche en Christian Wolff. Soms spreekt men ook wel van cartesianisme om de specifieke groep filosofen aan de duiden die Descartes' filosofie aanhingen.
Deze stroming zorgde er ook voor dat er in Groot-Brittannië een tegenbeweging gevormd werd, namelijk het empirisme, dat niet het denken als uitgangspunt nam, maar de ervaring als grond van alle kennis zag. Vertegenwoordigers van deze stroming waren John Locke, George Berkeley en David Hume. Deze impasse in de door Descartes aangevangen zoektocht naar een rationele verklaring van de menselijke kennis, zij het door het denken dan wel door de ervaring, zette Immanuel Kant ertoe aan in zijn Kritik der reinen Vernunft (1781) een oplossing voor dit probleem te zoeken. Hierin bewandelde Kant een middenweg waarin hij Descartes gelijk gaf dat kennis zonder denken en concepten 'blind' is, maar tevens stelde dat de empiristen ook een punt hadden in hun stelling dat de inhoud van het denken uit de ervaring moet komen. In bredere zin kan men dit rationeel denken van Descartes ook zien als een van de fundamenten voor de latere Verlichting.
Toch waren er niet enkel positieve reacties op Descartes. Er was ook veel kritiek, voornamelijk uit de conservatieve en theologische hoek. Deze controversen die oplaaiden rond Descartes gingen wel niet zozeer om inhoudelijke kritieken op zijn filosofie, maar de eventueel gevaarlijke gevolgen die het cartesianisme had voor het traditioneel christelijk geloof. Een duidelijk voorbeeld was Blaise Pascal die Descartes een te intellectualistische opvatting van kennis, de wereld en God verweet. Zo schreef hij:
"Je ne puis pardonner à Descartes: il aurait bien voulu, dans toute sa philosophie, pouvoir se passer de Dieu; mais il n'a pu s'empêcher de lui faire donner une chiquenaude, pour mettre le monde en mouvement; après cela, il n'a plus que faire de Dieu."

### Descartes in de 19e eeuw

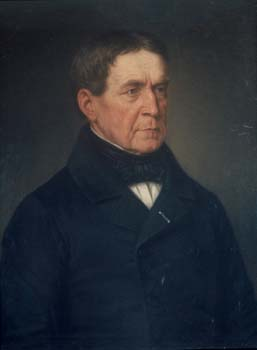
Franz von Baader

Algemeen groeit de kritiek op Descartes in de 19e eeuw, voornamelijk vanwege de opkomst van de Romantiek. Hoewel hij bij Duitse idealisten zoals Fichte en Hegel nog gesmaakt kon worden, kreeg Descartes harde kritiek te verduren vanuit meer romantische en religieuze filosofen. Twee duidelijke voorbeelden hiervan waren Franz Xaver von Baader en Friedrich von Schelling. De voornaamste kritiekpunten waren Descartes' metafysisch subjectivisme, zijn ontologisch dualisme en zijn godsbewijs.
Descartes vatte de mens, het subject, als iets te zelfstandig op en ontkende daarmee onterecht de mens zijn inbedding in de natuur en in God. Zo verving von Baader Descartes' cogito, ergo sum door cogitor (de Deo), ergo sum: "ik word gedacht (door God), dus ik ben." Het ontologisch dualisme tussen res extensa en res cogitans viel niet in de smaak doordat de Romantiek over het algemeen gekenmerkt wordt door een drang naar vereniging en samenhang en radicale tegenstellingen moesten verzoend worden. Schelling stelt zo bijvoorbeeld dat dit dualisme simpelweg empirisch kan weerlegd worden door te wijzen op de nauwe band tussen de geest en het lichaam die zo niet verklaard kan worden. Het moet dan ook vervangen worden door een meer organische visie. Het godsbewijs is dan weer te formeel en te onpersoonlijk: God wordt louter op grond van een idee van het subject bewezen en is zo enerzijds afhankelijk van dat subject en anderzijds is er zo nog niets gezegd over de absolute vrijheid van God.

### Descartes in de 20e eeuw
Ook in de hedendaagse filosofie wordt Descartes voornamelijk opgevoerd als tegenstander. De erfenis van Descartes bestaat dan ook grotendeels uit het aanvoeren van een reeks problemen, waarvoor hij zelf geen adequate oplossing heeft geboden. De kijk op Descartes verschilt hierin sterk tussen de analytische filosofie en de continentale filosofie.

#### Continentale filosofie
In de continentale filosofie wordt Descartes voornamelijk bekritiseerd als te 'intellectualistisch' en te 'mechanisch'. Dit is met name aanwezig in de levensfilosofie van denkers als Henri Bergson en Ludwig Klages. Zij kritiseren de hedendaagse filosofie in de zin dat zij een te grote nadruk legt op het verstand en het denken en daarmee geen oog heeft voor de vitale kracht van het leven zelf. Dit werkt echter ook door in de fenomenologie en het existentialisme.
De fenomenoloog Husserl kan gezien worden als een cartesianist of rationalist. Dat blijkt bijvoorbeeld uit zijn werk Cartesianische Meditationen (1950). Hoewel Husserl geen problemen heeft met Descartes' intellectualisme, wijst hij er wel op dat Descartes' filosofie te solipsistisch is: Descartes gaat foutief uit van een "ik denk", terwijl het in feite altijd om een "ik denk iets" moet gaan. Descartes heeft dus geen oog voor de intentionaliteit van het denken.
De volgelingen van Husserl, zoals Martin Heidegger en Maurice Merleau-Ponty, hebben echter vooral problemen met de te rationele insteek van Descartes, maar ze vertrekken wel vanuit de kritiek van Husserl. Heidegger wijst er in Sein und Zeit (1924) op dat de hele westerse metafysica op het verkeerde pad gekomen is door toedoen van Descartes. Hij dacht de mens in de eerste plaats als een denkend subject, maar had daarbij geen oog voor het directe "zijnsverstaan" van de mens als Dasein: de mens is altijd al op een bepaalde pre-rationele manier betrokken op of intentioneel gericht op de wereld.
Vanuit marxistische hoek wordt Descartes dan weer naar voren gehaald als een van de grondleggers van de ideologie van de "bourgeoisie". Een voorbeeld is Antonio Negri, die in zijn boek Descartes politico (1970) Descartes zijn Discourse de la méthode als de bildungsroman van de bourgeois zag.

#### Analytische filosofie
In de analytische filosofie wordt Descartes niet zozeer afgerekend op zijn intellectuele of rationele benadering, maar meer op de inhoud van zijn voorgestelde oplossingen. Binnen deze benadering vertrekt men vooral vanuit Descartes' visie op kennis, dan wel zijn visie op de menselijke geest.
Binnen de filosofie van de geest is het lichaam-geestprobleem een centraal probleem dat teruggevoerd wordt op het werk van Descartes. Descartes zette in zijn werk voor het eerst een uitgesproken dualisme uiteen tussen de ziel, het denken van de mens enerzijds en zijn lichaam anderzijds. Zelf ontwierp Descartes een versie van het interactionisme om de relatie tussen beide te verklaren. Zijn oplossing levert echter een reeks problemen op, waardoor Descartes' theorie fundamenteel onbevredigend is. Een belangrijke reactie hierop is die van Gilbert Ryle, die in zijn boek The Concept of Mind (1949) een kritiek op Descartes uiteenzette en een alternatieve theorie naar voren schoof: het filosofisch behaviorisme. Zelf heeft deze theorie opnieuw haar problemen en zo bestaan er in deze discipline een hele reeks andere oplossingen. Belangrijk is dat Descartes aan de oorsprong ligt van dit probleem en nog steeds hedendaagse denkers inspireert zoals John Eccles en David Chalmers. Binnen de filosofie van de geest is Descartes verder nog van belang als inspiratiebron voor het 'innatisme': de theorie dat de mens aangeboren kennis of kennisstructuren bezit. Hier wordt vooral op beroep gedaan door personen als Noam Chomsky en Jerry Fodor, om de menselijke capaciteit tot kennisvergaring te verklaren.
In de epistemologie is Descartes dan weer belangrijk voor de nadruk die hij legde op de noodzaak van een fundament voor de kennis: kennis moet vertrekken van een zeker uitgangspunt wil men überhaupt over kennis kunnen spreken. Dit is het zogenaamde foundationalisme. Binnen de hedendaagse analytische filosofie heeft dit foundationalisme, bij denkers als Bertrand Russell en de Wiener Kreis, echter voornamelijk een empirische insteek gekregen. Desondanks richten kritieken op dit soort foundationalisme zich wel vaak op Descartes. Zo is het voornaamste doelwit van iemand als Richard Rorty in zijn Philosophy and the Mirror of Nature (1979) Descartes omdat hij, volgens Rorty, ervoor gezorgd heeft dat de filosofie wordt gedomineerd door een verkeerde opvatting van de menselijke geest, al zou het om een "spiegel" gaan waarin de buitenwereld wordt geprojecteerd en men zo tot kennis komt. Ook wordt Descartes vaak geassocieerd met het aansluitende probleem van het filosofisch scepticisme.
Ook in de psychologie en neurologie duikt de naam van Descartes nog weleens op. Zo beargumenteert Antonio Damasio in zijn boek De vergissing van Descartes (1994) dat emotie en rede niet gescheiden zijn, maar elkaar aanvullen en zelfs afhankelijk van elkaar zijn.

## Werken

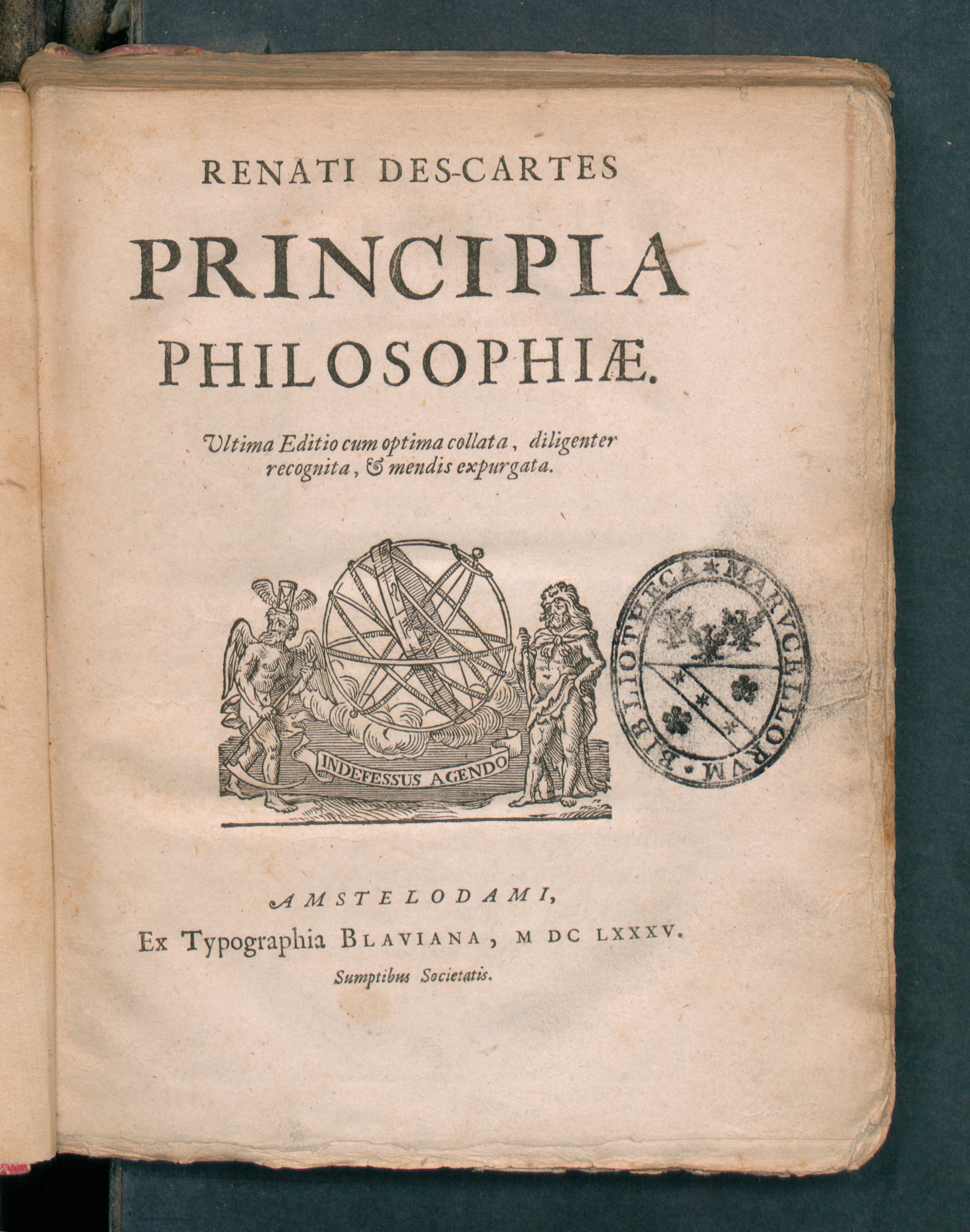
Principia philosophiae, 1685

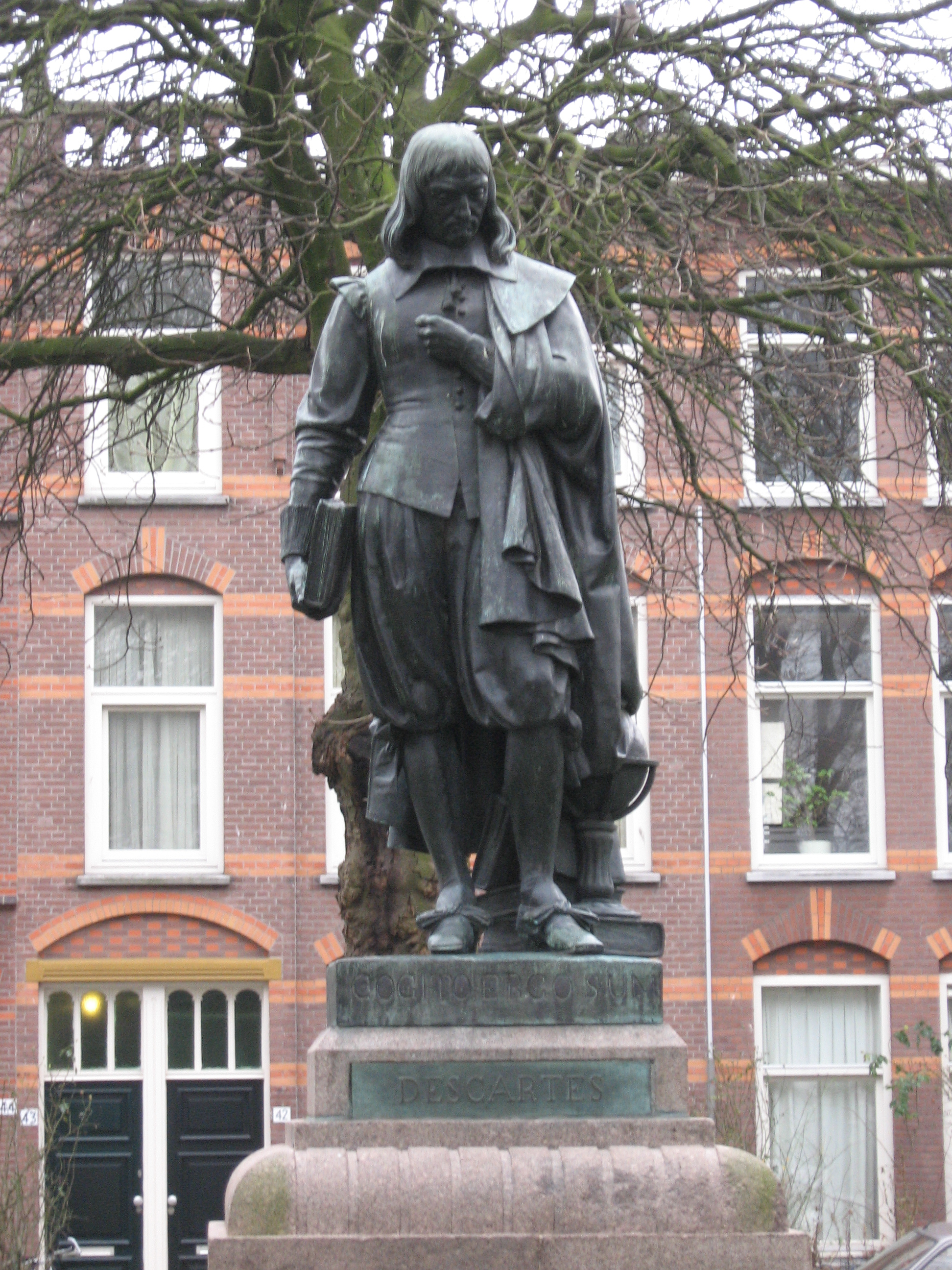
Standbeeld van Descartes door Émile de Nieuwerkerke, gemaakt in 1845, dat sinds 1914 aan het Newtonplein staat, en waarbij de filosoof uitkijkt over de Cartesiusstraat in Den Haag.

- 1618. Compendium Musicae. Een verhandeling over muziektheorie en -esthetiek opgedragen aan Isaac Beeckman. (Online Univ. Utrecht)
- 1626–1628. Regulae ad directionem ingenii ut et inquisitio veritatis per lumen naturale. (Online Univ. Utrecht, postuum gepubliceerd)
- 1630–1633. Le Monde en L'Homme. De eerste systematische presentatie van Descartes natuurlijke filosofie. l'Homme werd postuum gepubliceerd in een Latijnse vertaling in 1662, Le Monde in 1664.
- 1637. Discours de la méthode pour bien conduire sa raison et chercher la vérité dans les sciences. Een inleiding tot de verhalen waaronder de Dioptrique, Les Météores en de Géométrie.
  - 1637. La Géométrie. Essay over de wiskunde.
  - 1637. La Dioptrique
  - 1637. Les Météores. Essay over de meteorologie
- 1641. Meditationes de prima philosophia, ook bekend als metafysische meditaties. In het Latijn geschreven, een Franse vertaling, mogelijk voltooid zonder Descartes supervisie, werd uitgebracht in 1647. Dit werk bevatte zes tegenwerpingen en antwoorden. Een tweede editie, het jaar daarop gepubliceerd, bevatte nog een tegenwerping en antwoord en een brief aan Dinet.
- 1644. Principia philosophiae, een Latijns tekstboek, door Descartes eerst bedoeld om de tekstboeken van Aristoteles, die toen in gebruik waren op universiteiten, te vervangen. Er verscheen in 1647 een Franse vertaling, Principes de philosophie, door Claude Picot, onder supervisie van Descartes geschreven, met een voorwoord door prinses Elisabeth van Bohemen.
- 1647. Notae in programma (tegen Regius' versie van het Cartesianisme.)
- 1647. La description du corps humaine. Postuum gepubliceerd.
- 1648. Responsiones Renati Des Cartes. Aantekeningen van een vraag- en antwoorddialoog tussen Descartes en Frans Burman, gehouden op 16 april 1648. Herontdekt in 1895 en voor de eerste keer gepubliceerd in 1896.
- 1649. Les passions de l'âme. Opgedragen aan prinses Elisabeth.
- 1656. Musicae Compendium. Postuum gepubliceerd door Johannes Janssonius jr.
- 1657. Correspondance. Gepubliceerd door de bewaker van Descartes' geschriften, Claude Clerselier. De derde editie, gepubliceerd in 1667, was de meest volledige.

## Vernoemingen
- Een maankrater

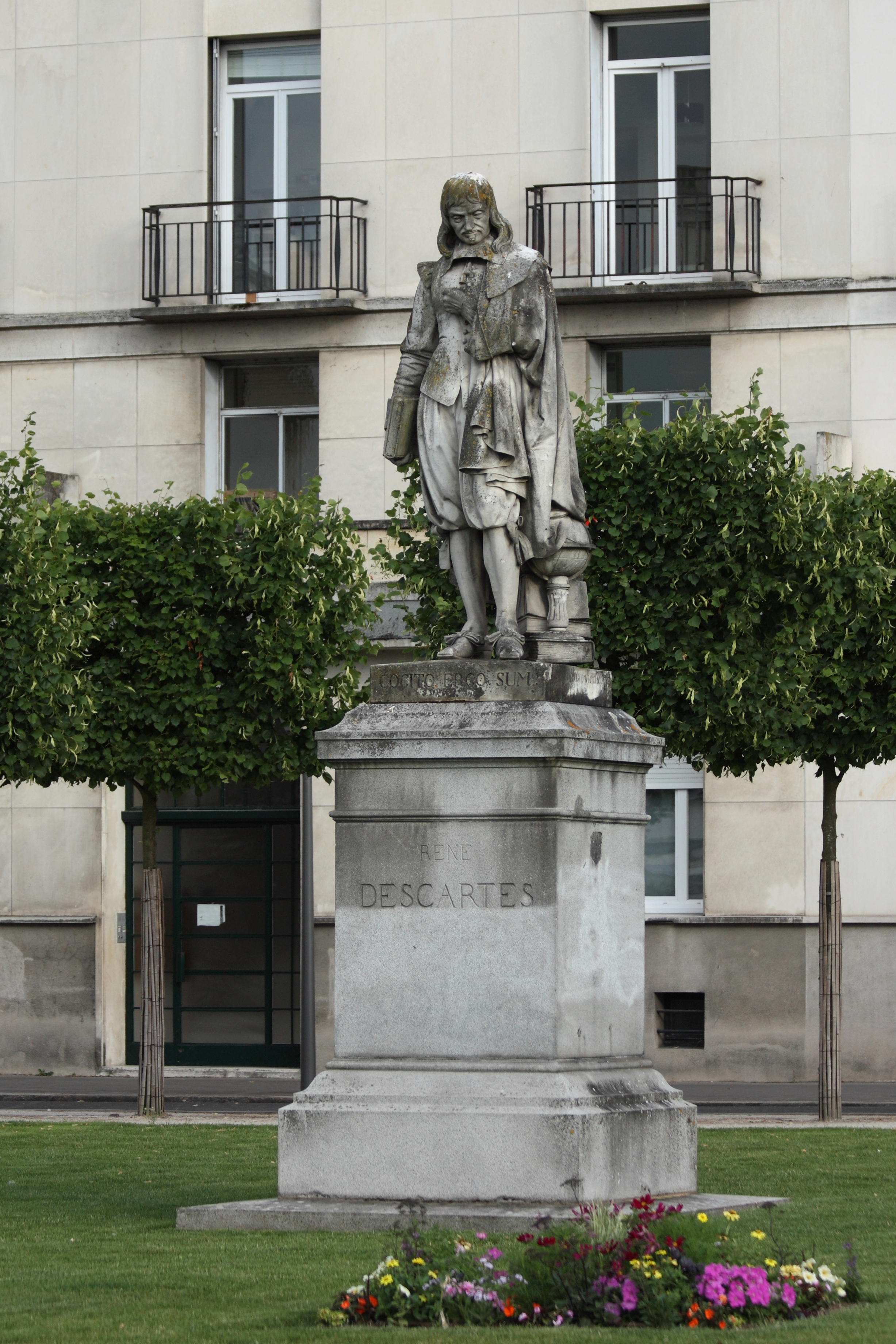
Standbeeld van Descartes in Tours

- Zijn geboorteplaats La Haye en Touraine
- De Prix Descartes voor wetenschappelijk onderzoek
- Het Maison Descartes in Amsterdam, het Franse culturele instituut in Nederland
- Het Cartesius Lyceum in Amsterdam